# Serra Ribeiro

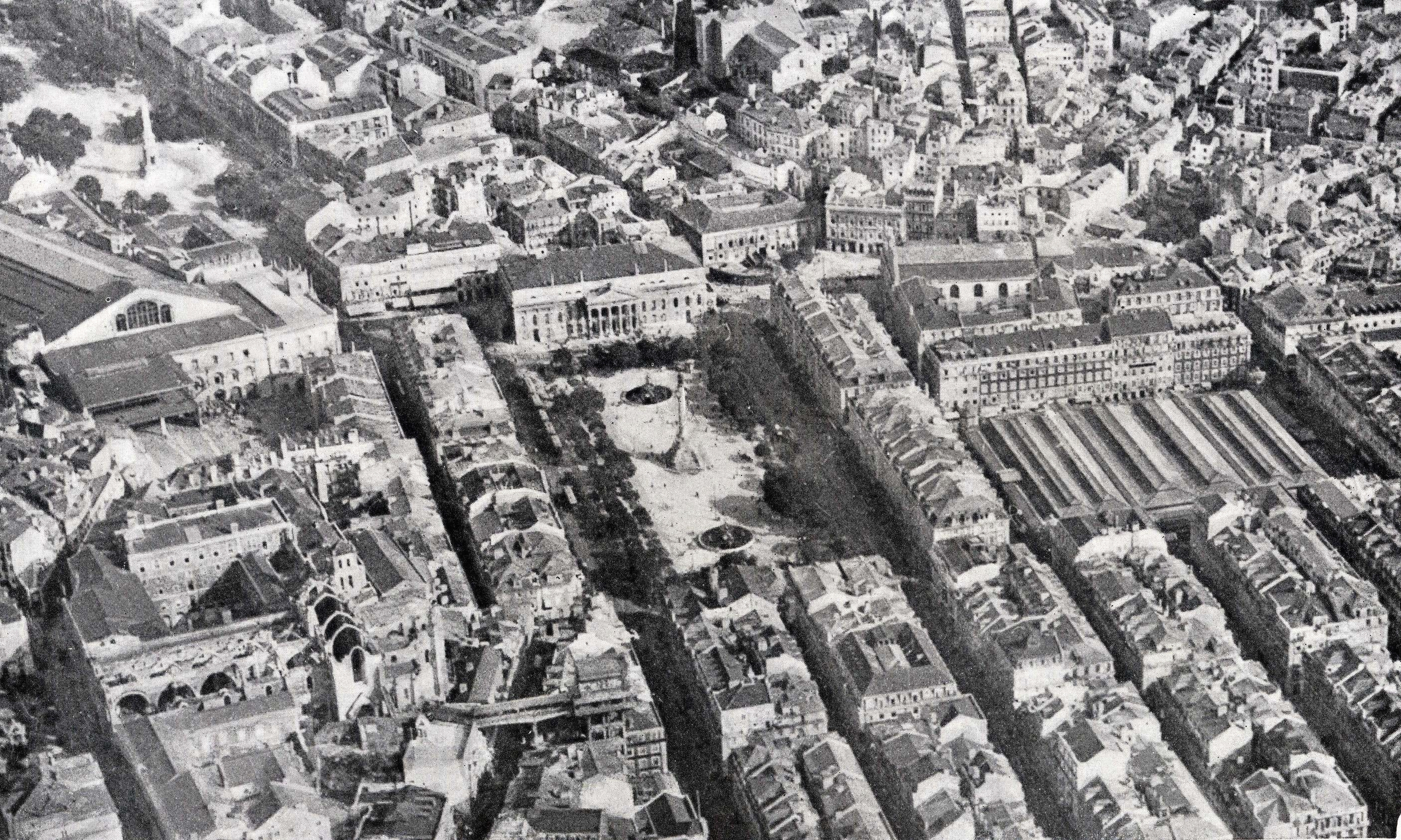
Vista de Lisboa - foto de Serra Ribeiro (Ilustração Portuguesa 22 Set 1919)

Vasco Serra Ribeiro foi um repórter fotográfico português.
Serra trabalhou para a revista Illustração Portugueza, tal como Joshua Benoliel assim como para O Século. Também se encontra colaboração da sua autoria no semanário O Domingo Ilustrado  (1925-1927).